# Aspilota jabingensis
Aspilota jabingensis är en stekelart som beskrevs av Fischer 1976. Aspilota jabingensis ingår i släktet Aspilota och familjen bracksteklar. Inga underarter finns listade.